# Scolecenchelys
Scolecenchelys is een geslacht van straalvinnige vissen uit de familie van slangalen (Ophichthidae).

## Soorten
- Scolecenchelys acutirostris (Weber & de Beaufort, 1916)
- Scolecenchelys aoki (Jordan & Snyder, 1901)
- Scolecenchelys australis Macleay, 1881
- Scolecenchelys brevicaudata Hibino & Kimura, 2015
- Scolecenchelys breviceps Günther, 1876
- Scolecenchelys castlei McCosker, 2006
- Scolecenchelys chilensis McCosker, 1970
- Scolecenchelys cookei Fowler, 1928
- Scolecenchelys fuscapenis McCosker, Ide & Endo, 2012
- Scolecenchelys fuscogularis Hibino, Kai & Kimura, 2013
- Scolecenchelys godeffroyi Regan, 1909
- Scolecenchelys gymnota Bleeker, 1857
- Scolecenchelys iredalei (Whitley, 1927)
- Scolecenchelys japonica Machida & Ohta, 1993
- Scolecenchelys laticaudata Ogilby, 1897
- Scolecenchelys macroptera Bleeker, 1857
- Scolecenchelys nicholsae Waite, 1904
- Scolecenchelys profundorum McCosker & Parin, 1995
- Scolecenchelys puhioilo McCosker, 1979
- Scolecenchelys robusta Hibino & Kimura, 2015
- Scolecenchelys vermiformis Peters, 1866
- Scolecenchelys xorae Smith, 1958